# Peter Jecza
Peter Jecza (ur. 16 października 1939 w Sfântu Gheorghe, zm. 24 marca 2009 w Timișoarze) – rumuński rzeźbiarz współczesny.

## Życiorys
Pochodził z rodziny o węgierskich korzeniach, jego bratem był malarz Tibor Jecza. W 1963 ukończył studia w Akademii Sztuk Pięknych im. Andreescu Ion w Klużu-Napoce. Był profesorem na Wydziale Sztuk Pięknych Uniwersytetu w Timișoarze. 
Jego dorobek obejmuje ponad siedemset prac, najczęściej pracował w brązie. Jego dzieła wielokrotnie wystawiano w wielu europejskich galeriach. Miał ponad czterdzieści wystaw indywidualnych, uczestniczył też w wystawach zbiorowych. Był autorem wielu rumuńskich pomników i rzeźb, wiele z nich zdobi prywatne kolekcje. Liczne zbiory dzieł Jeczy znajdują się w muzeach w Rumunii i w Niemczech.